# Liziyuan
Liziyuan (chiń. 李子园站) – stacja metra w Szanghaju, na linii 11. Zlokalizowana jest pomiędzy stacjami Shanghai Xi Zhan oraz Qilianshan Lu. Została otwarta 31 grudnia 2009.